# Les Pardaillan
Pour les articles homonymes, voir Pardaillan.
Les Pardaillan sont une série de 10 romans populaires, écrite par Michel Zévaco. Ils sont parus tout d'abord sous la forme d'un feuilleton, entre 1902 et 1918, dans La Petite République socialiste, puis dans Le Matin.
Les Pardaillan peut aussi désigner, plus spécifiquement, le premier cycle de cette série (volumes 1 et 2).

## L'Œuvre
Les histoires de la série sont toujours coupées en deux livres, et entre chaque histoire peut se dérouler un certain laps de temps. Seuls quelques personnages principaux suivent d'une histoire à l'autre.

### Création
Pour créer le personnage principal, Zévaco s'inspire sans doute de Jules Michelet, relatant l'exécution des compagnons de Henri de Navarre au Louvre : « Le plus vaillant de ces vaillants, Pardaillan,  que la plupart n’auraient pas regardé en face, amené  là sans épée à l’abattoir, fut  saigné comme un mouton. » Agrippa d'Aubigné a lui aussi évoqué la présence d'un baron de Pardaillan dans l'entourage d'Henri. En fiction, il a existé, créé en 1863 dans deux romans de cape et d'épée d'Amédée Achard, Les Coups d'épée de M. de La Guerche et Envers et contre tous. C'est un personnage secondaire appelé « Monsieur de Pardaillan ».

### Histoire

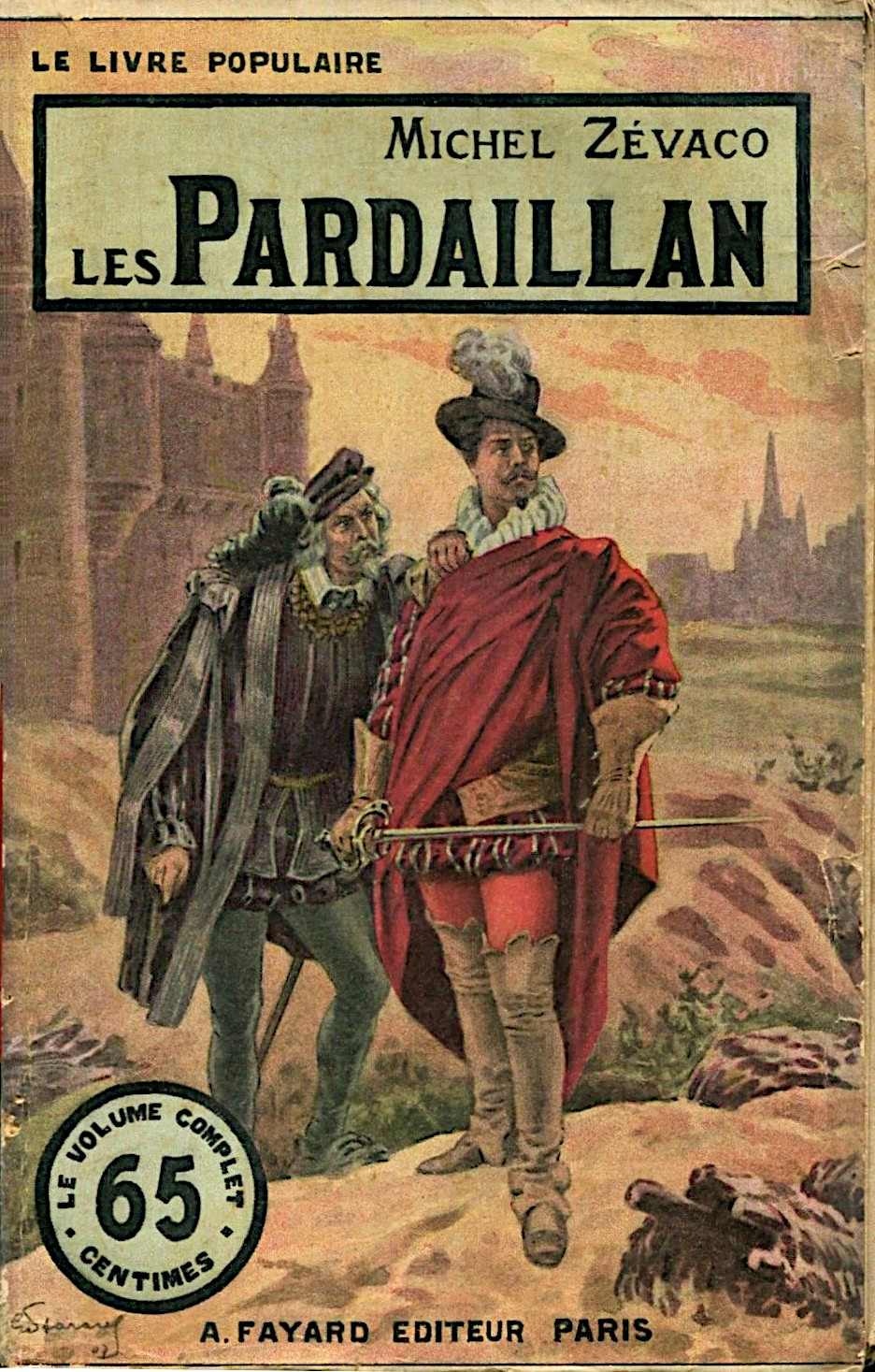
Jean, chevalier de Pardaillan, et son père Honoré. Illustration de Gino Starace pour la couverture des Pardaillan, Paris, Librairie Arthème Fayard, collection « Le Livre populaire », no 23, mars 1907.

Cette vaste épopée commence le 26 avril 1553, sous le règne de Henri II de France, et se termine sous le règne de Louis XIII de France, pendant la régence de Marie de Médicis, en 1614. Elle comprend donc toute la période troublée des guerres de religion et se structure en cinq cycles de deux livres chacun (voir ci-après).
Dans le premier, Pardaillan, héros généreux et séduisant, et son père sont principalement opposés à Henri de Montmorency, maréchal de Damville, lequel se déchire de jalousie avec son frère, François de Montmorency, père de la future Loïse de Pardaillan.
Le second cycle voit apparaître la belle et dangereuse princesse Fausta, descendante des Borgia, contre laquelle Pardaillan engage une lutte sans merci qui parcourra tout le cycle, mais également le troisième et (avec une variante, voir ci-après) le cinquième. Personnages principaux de l'œuvre, ils s'aimeront puis se déchireront, influant sur toute l'histoire de l'Europe de cette époque.
Le quatrième cycle voit apparaître Jehan de Pardaillan, fils de Pardaillan et de Fausta, en lutte contre Concini et sa puissance naissante. Fausta n'est pas directement présente.
Elle réapparait dans le cinquième sous l'identité de la Duchesse de Sorientès, ambassadrice extraordinaire du roi d'Espagne. Dans ce cycle, Pardaillan est secondé par le vicomte Odet de Valvert, son neveu. En effet, animé d'un scrupule compréhensible, Pardaillan ne souhaite pas que son fils, bien que présent au début de l'histoire, se range à ses côtés et se dresse contre sa mère, ce qu'il est convaincu que Jehan n'aurait pas manqué de faire.
Durant toute la période couverte par cette épopée, l'Histoire ne sera que la somme de tous les destins des protagonistes du livre, dont les actes influenceront directement le cours du temps.
Le Capitan constitue une suite directe à cette épopée, en reprenant plusieurs de ses personnages.
Comme chez Dumas, l’auteur cherche moins à décrire une époque et des événements historiques sous forme romancée, qu’à transformer l’Histoire en roman. Les grandes figures de l'époque se transforment en personnages de feuilleton, figures stéréotypées basées sur les a priori de l'époque de l'auteur. Les grands hommes semblent en effet toujours mus par leurs passions, et les complots obéissent essentiellement à des haines privées. L’action « historique » du héros se déplace la plupart du temps sur le terrain de l’affrontement privé : contrairement à ce qu'a fait croire l'Histoire, les grands hommes sont tout petits, et c'est dans les coulisses qu'on retrouve ceux qui font et défont les intrigues de cette période. Ici se retrouve le trait caractéristique du roman-feuilleton qui veut que les grands événements n’obéissent qu’aux machinations de quelques-uns, et Fausta s’inscrit dans la tradition des méchants très méchants (les jésuites d’Eugène Sue, Le Mystérieux Docteur Cornélius de Gustave Le Rouge ou Fantômas de Pierre Souvestre et Marcel Allain). Mais si généralement les méchants de l'époque sont pour la plupart contre le pouvoir et la loi, Fausta veut imposer la sienne, et Pardaillan lutte contre elle afin de permettre aux autres de choisir. Dans cette période où le pouvoir change rapidement de mains au gré des évènements, Fausta représente le futur stable et dictatorial, Pardaillan la liberté et le choix, mais aussi une certaine forme de chaos, alors que Zévaco se réclame de l'anarchisme.

« Mon maître c'est moi ! »

 rétorque Pardaillan à Saint-Mégrin.

« Je désire n'être que d'une seule maison [...] la mienne ! »

« Pourquoi me faire colonel des autres quand je suis déjà maréchal de moi-même ! »

### Romans et cycles

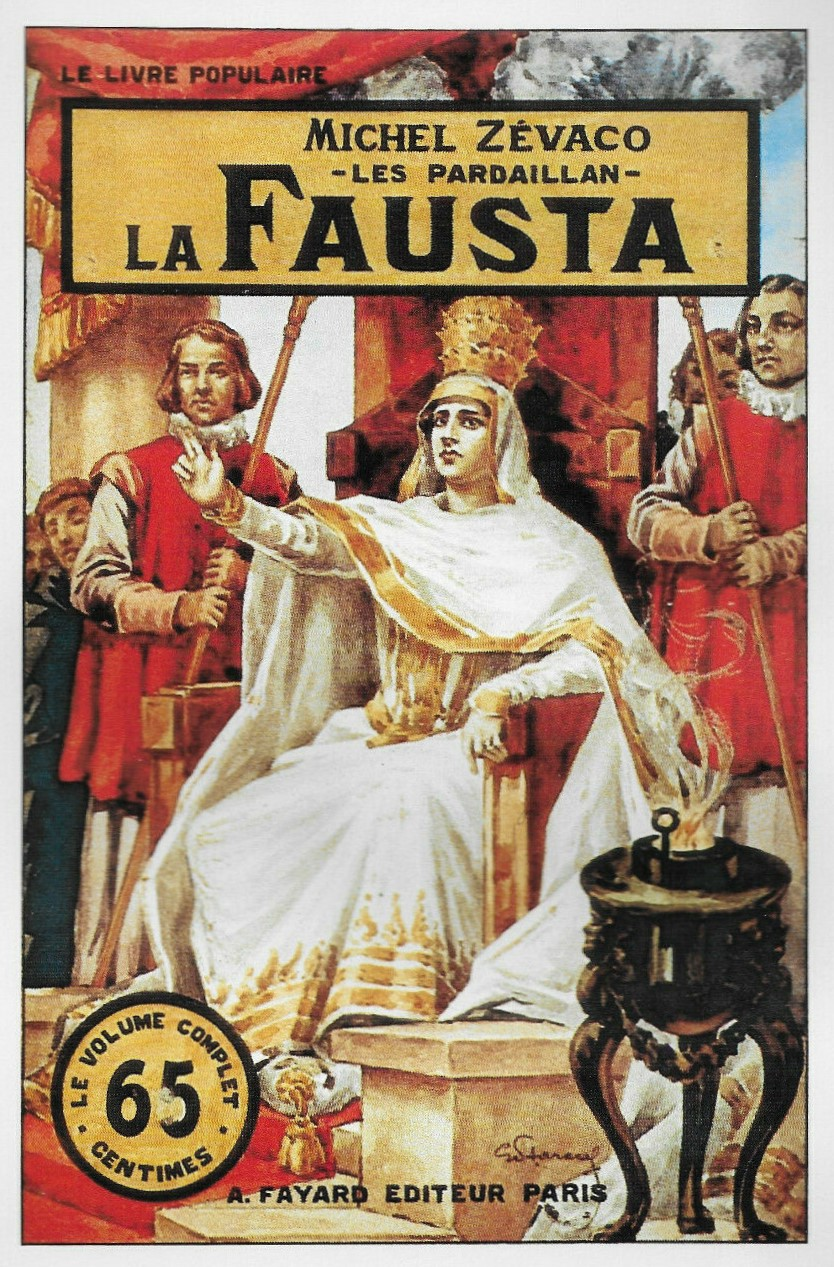
La Fausta. Couverture illustrée par Gino Starace pour l'édition de la Librairie Arthème Fayard, collection « Le Livre populaire », no 36, avril 1908.

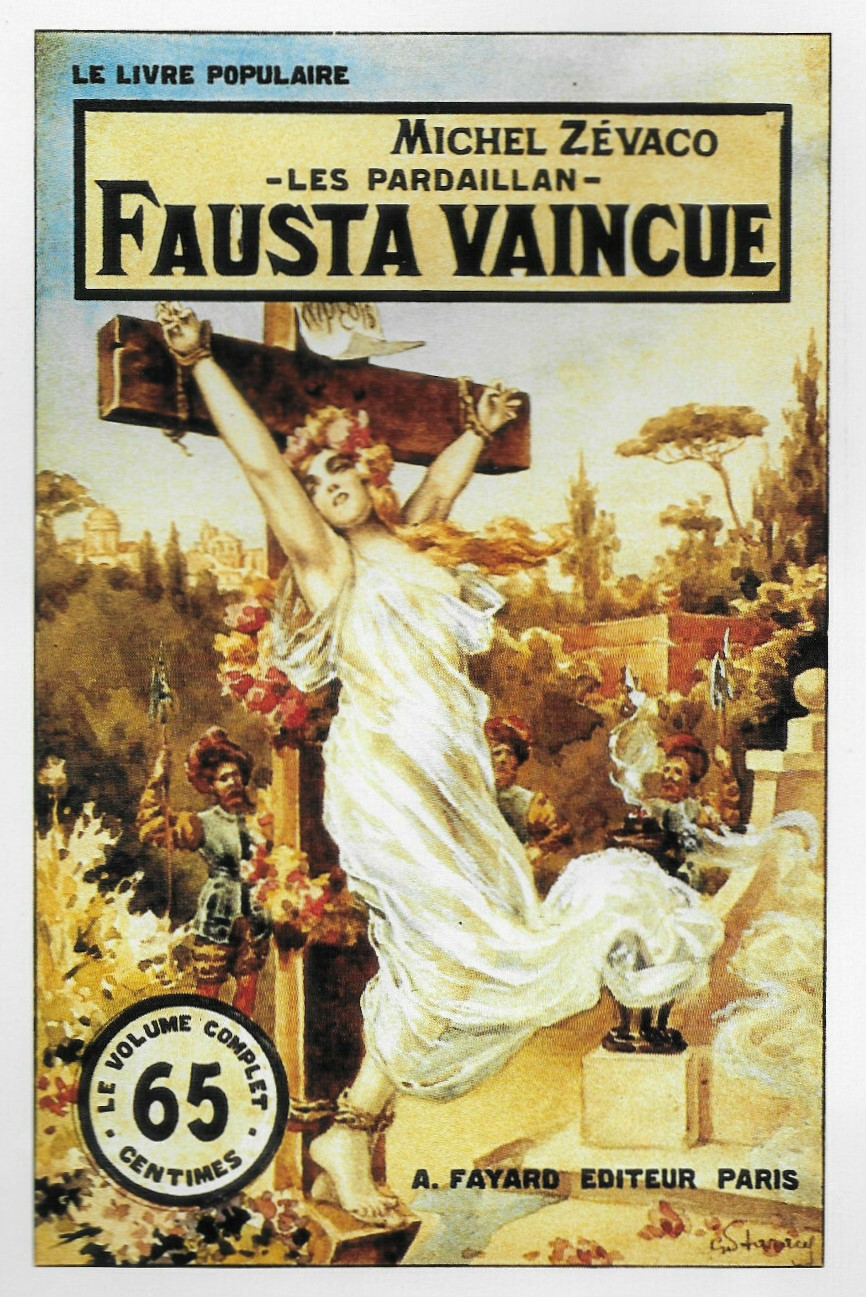
Fausta vaincue. Couverture illustrée par Gino Starace pour l'édition de la Librairie Arthème Fayard, collection « Le Livre populaire », no 37, mai 1908.

- Les Pardaillan (premier cycle, axé sur les guerres de religion en France et le massacre de la Saint-Barthélemy)
  - Les Pardaillan
  - L'Épopée d'amour
- La Fausta (deuxième cycle, suite des guerres de religion en France et la lutte de pouvoir entre Henri III et le duc de Guise)
  - La Fausta
  - Fausta vaincue
- Pardaillan et Fausta (troisième cycle, en Espagne sous Philippe II )
  - Pardaillan et Fausta
  - Les Amours du Chico
- Le Fils de Pardaillan (quatrième cycle, retour à Paris sous le règne d'Henri IV et axé sur les complots de Concino Concini)
  - Le Fils de Pardaillan
  - Le Trésor de Fausta
- La Fin de Pardaillan (cinquième et dernier cycle, régence de Marie de Médicis)
  - La Fin de Pardaillan
  - La Fin de Fausta.

### Personnages
Seuls quelques personnages non historiques passent d'un cycle à l'autre ; parmi eux, il y a peu de personnages principaux, hormis Jean de Pardaillan et Fausta.

#### Personnages principaux de l'œuvre
- Jean, chevalier de Pardaillan et fait plus tard comte de Margency

Né en février 1549, généreux, fier mais modeste, c'est le meilleur escrimeur de l'œuvre, avec son père, quoique son fils et son neveu font bien plus que de marcher simplement dans ses traces à cet égard. Il protège les faibles, les amoureux et les pauvres contre les forts, les jaloux et les puissants. À partir de sa première aventure, il a décidé de mettre son épée aux services de ceux qui n'en avaient pas, et d'influer sur le cours des évènements afin qu'il arrive le moins de mal possible à ceux qu'il considère sous sa responsabilité. Très intelligent et très fin, il se met sur un pied d'égalité avec les plus puissants personnages de son époque. Complètement désintéressé et chevaleresque, il pardonne à ses ennemis facilement. Mais il aime se moquer d'eux ou blesser leur amour-propre, et s'attire facilement autant les rancunes et les haines tenaces que les dévouements définitifs. Très beau et coureur de jupons au début de sa carrière, aucune femme ne peut apparemment lui résister, et seul l'amour d'une morte lui a ôté l'envie de séduire.
- Fausta, princesse Borgia (et duchesse de Sorientès dans le cinquième cycle)

Également redoutable bretteuse, elle est très intelligente, calculatrice, et puissante. Habile à corrompre les hommes par l'argent ou l'amour, elle a toujours le même but en tête : devenir la souveraine incontestée d'Europe. Sa seule faiblesse est l'amour qu'elle a porté à Pardaillan, qu'elle a reconnu comme son maître. Toujours dotée d'une fortune et d'alliés considérables, elle tente plusieurs fois de tuer Pardaillan, n'abandonnant jamais malgré ses échecs répétés. Parfois presque sadique, elle n'hésite pas à demander au père de condamner sa fille, au frère de tuer le frère. Elle préfère rester dans l'ombre en attendant son heure, et ne paraît jamais au grand jour que lorsqu'elle est sûre de la victoire.
- Honoré de Pardaillan

Le père de Jean, co-héros du premier cycle. Il est d'abord un homme de main de Henri de Montmorency. Sur son ordre, il enlève la petite Loïse, fille de Jeanne de Pienne, avec ordre de la tuer s'il en reçoit le signal. Soulagé de ne pas recevoir l'ordre auquel il aurait désobéi, il garde d'abord un moment Loïse puis saisi de pitié devant la douleur de Jeanne la lui rend en prétendant l'avoir arraché à un homme de Henri de Montmorency. Mal à l'aise, il refuse de donner son nom mais quand elle lui demande le nom de celui qui avait enlevé Loïse, il lui donne puis s'enfuit en entendant les malédictions de la jeune mère. Peu après, alors qu'il s'enfuit avec son fils, il la rencontre de nouveau et lui donne le bijou qui était son paiement pour l'enlèvement de Loïse. Vivant sur les routes, il forme son fils au métier des armes, spécialement à la rapière. Il le quitte au début du roman pour repartir seul à l'aventure et retrouve Damville. Après une discussion houleuse, il s'engage dans son complot en demandant comme récompense une bonne position pour son fils. Il retrouve le chevalier de Pardaillan en protégeant Damville et essaie de le convaincre de le rejoindre mais c'est lui qui change de camp. Il joue un moment double jeu avant de finir emprisonné. Il manque de mourir atrocement à cause de Ruggieri, l'astrologue de la reine, prit dans un délire mais parvient à s'évader. Fuyant Paris la nuit du massacre de la Saint-Barthélemy, il est blessé à mort et succombe juste en sortant de la ville après avoir fait jurer au duc de Montmorency que leurs enfants seraient mariés. Plus tard, on apprend qu'un calvaire a été dressé là où son corps repose. 
- Jehan de Pardaillan

Le fils de Pardaillan et de Fausta, co-héros du quatrième cycle. Enlevé peu après sa naissance, il a été élevé pour être un truand connu sous le nom de Jehan le brave par un homme voulant se venger de sa mère. Épris de Bertille de Saugis, une fille illégitime de Henri IV, il protège la jeune femme contre ses prétendants qui ne sont autre que le roi lui-même ignorant son lien de parenté et Concino Concini et devra également échapper à ceux qui veulent s'emparer du trésor de Fausta.  
- Bertille de Saugis

Fille naturelle de Henri IV, filiation qu'elle est seule à connaître, elle tombe sous le charme d'un beau truand du nom de Jehan le brave. Concini lui portant également de l'attention, elle est sous la menace constante de tomber entre ses mains ou entre celles de Leonora Galigai jalouse. Le roi ayant consenti à leur mariage, elle épouse Jehan et a une fille qui est enlevée. 
- Odet, vicomte de Valvert

Cousin de Bertille et donc cousin par alliance de Jehan, co-héros du cinquième cycle. Il tombe sous le charme d'une jeune vendeuse de fleurs et s'attribue la responsabilité de sa protection. Ayant attiré l'attention de Louis XIII et de Fausta, ambassadrice de l'Espagne, il s'engage dans une lutte sans merci contre Concini.
- Florence dite Brin de Muguet ou Muguette

Fille naturelle de Concini et de Marie de Médicis et vouée à la mort dès sa naissance, elle est sauvée par l'homme de main de Concini qui la fait baptiser et la confie à une française qui doit quitter l'Italie. Utilisée pour mendier, elle vit tristement jusqu'au jour où la femme qui l'élève enlève Loïse de Pardaillan dans l'espoir d'en tirer une forte rançon. Refusant que la fillette subisse le même sort qu'elle, Florence la tire des griffes de sa ravisseuse. Elle finit à Paris où elle vend du muguet dans la rue. Ayant attiré l'attention de Odet de Valvert qui lui inspire une certaine méfiance, elle finit par être charmée en se rendant compte que le jeune homme ne veut pas d'elle pour maîtresse mais pour épouse. Elle a le malheur d'avoir retenu l'attention de Concini, ignorant son lien de filiation, et de Fausta.
- Henri de Montmorency, maréchal de Damville

Principal adversaire des Pardaillan dans le premier cycle.  Fou amoureux de Jeanne de Piennes, il voit ses sentiments rejetés par la jeune femme. La jalousie qu'il éprouve pour son frère va croissante. Ne pouvant faire céder Jeanne, il décide de briser la relation qu'elle a avec François. Après avoir fait enlevé Loise, il dénonce faussement Jeanne comme adultère avant de prétendre être son amant. Devenu maréchal de Damville, il s'engage dans un complot visant à mettre le duc de Guise à la tête du royaume. Son seul but dans ce complot est de prendre le duché de Montmorency et le titre de connétable qu'avait son père. Retrouvant Jeanne, ses sentiments reviennent plus forts que jamais.
- François, duc de Montmorency

Père de Loïse, grand amour et future épouse de Jean de Pardaillan. Il tombe amoureux de Jeanne de Piennes mais est accusé par le père de celle-ci de ne vouloir que l'humilier davantage. Il l'épouse donc en secret. Quand Jeanne veut lui annoncer qu'elle est enceinte, il est contraint par son père de partir à la guerre. Il n'a que le temps de la confier à son jeune frère Henri ignorant qu'il est lui-aussi amoureux fou de Jeanne. À son retour, il apprend la fausse nouvelle de la tromperie de Jeanne avec Henri. De là naît une féroce haine entre les frères. Ils feront en sorte de ne pas se croiser jusqu'à ce que François apprenne la vérité.
- Jeanne de Piennes

Amante de François de Montmorency, objet d'une rivalité sans merci entre les deux frères Montmorency, mère de Loïse. Victime d'un odieux chantage quand sa fille est enlevée sur ordre de Henri, le jeune frère de son amour, elle est contrainte de prétendre avoir trompé ce dernier. Après qu'Honoré de Pardaillan lui eut rendu sa fille elle veut retrouver François pour rétablir la vérité mais le père de celui-ci refuse cette relation. Surnommée "La Dame en Noir" en raison du deuil qu'elle porte de son amour pour François, elle vit pauvrement en élevant Loïse et remarque l'amour naissant que celle-ci éprouve pour leur voisin d'en face. Quand Henri Damville, anciennement Montmorency, la retrouve et la fait enlever, Loïse appelle à l'aide son amoureux, Jeanne lui laisse un message mais apprend le nom du soupirant de sa fille au moment où elles sont emmenées par des soldats. Terrifiée d'apprendre qu'il est le fils de l'homme qui d'après ce qu'elle croit a enlevé Loïse bébé, elle le prend pour un homme de Damville. Bien plus tard, elle voit les deux Pardaillan se battre et reconnaît Honoré comme celui qui lui a rendu sa fille. Elle les sauve alors, oubliant toute rancune. Le chevalier de Pardaillan prévient le duc de Montmorency qu'il a retrouvé la femme qu'il aime et sa fille mais Jeanne perd la raison. Elle ne retrouve qu'un peu de lucidité au moment du mariage de Loïse avec le chevalier de Pardaillan. 

#### Personnages secondaires de l'œuvre
- Maurevert, tueur à gages

Il travaille pour le duc d'Anjou, puis pour Guise, pour Catherine de Médicis, et enfin pour Fausta. Il ne change jamais d'employeur : en fait il les cumule, en les trahissant les uns auprès des autres. En quête de reconnaissance sociale, il espère l'obtenir par l'argent et les titres. Ayant plusieurs fois essayé de tuer Pardaillan, et le considérant comme sa Némésis (car Maurevert est responsable de la mort prématurée de Loïse de Pardaillan), il le fuit autant qu'il le peut, en essayant toutefois de le faire tuer le plus souvent possible. Il est inspiré du personnage historique Charles de Louviers, seigneur de Maurevert.
- El Torero

Petit-fils secret du roi d'Espagne Philippe II, le Torero est un homme très aimé du peuple et admiré pour ses exploits dans les corridas pendant lesquelles il affronte les taureaux sans protection et sans les tuer alors que les autres toréador se protègent avec une armure. Sa filiation fait de lui un danger pour Philippe II et don Espinoza, le grand inquisiteur. Fausta veut l'utiliser pour parvenir à ses fins. Mais il est seulement intéressé par une vie paisible auprès de sa bien-aimée, la bohémienne Giralda. Pardaillan le ramène en France à la fin de sa mission et obtient pour lui un titre honorifique auprès de Henri IV. On le voit ensuite vivant à Paris dans une maison qu'il a fait décorer par des taureaux. 
- Luis, dit El Chico

Le Chico est un nain que Pardaillan rencontre en Espagne. Ami d'enfance de Juana, la fille de l'aubergiste chez lequel Pardaillan loge, il est profondément amoureux d'elle et considère d'abord le chevalier comme son rival et le fait tomber dans un piège sur demande de Fausta. Devant la peine de la fille sous le charme du chevalier, il décide de le libérer et de les laisser vivre une histoire d'amour qui le ferait mourir de chagrin. Admiratif devant le sacrifice que le Chico est prêt à faire de son amour, Pardaillan lui pardonne sa tentative d'assassinat et le rassure en lui disant qu'il qu'est homme que d'un seul amour. Devenu le protecteur du Chico, il fait naître en lui un dévouement sans faille. Ses nouvelles manières attirent l'attention de sa belle qu'il finit par épouser provoquant un certain dépit de l'aubergiste. 
- Carcagne, Gringaille et Escargasse

Les trois compagnons de Jehan de Pardaillan.
- Saêtta, dit aussi Guido Luponi

Le père adoptif de Jehan de Pardaillan, durant ses années de truanderie.
- Marquis de Chalabre, de Montsery et de Sainte-Maline

Trois mignons, ex-spadassins d'Henri III, passés au service de Fausta. Pardaillan les libère de la Bastille pendant qu'il s'en évade lui-même. Ils portent une grande estime à Pardaillan et ont envers lui une dette qu'ils remboursent en n'assassinant pas Bussy-Leclerc, le moine Jacques Clément et en laissant le chevalier tuer lui-même le duc de Guise. Ils ont un sens de l'honneur assez particulier entre les assassinats qu'ils commettent sans scrupule pendant leur mission ou pour leur propre intérêt et leur refus d'attaquer le chevalier quand il est désarmé. Ils vont jusqu'à lui proposer leur assistance quand celui-ci est victime d'une tentative d'humiliation publique.
- d'Albaran, comte espagnol

Âme damnée de la duchesse de Sorientès, alias Fausta.
- Jean Bussy-Leclerc

Gouverneur de la Bastille durant les guerres de Religion, et bretteur émérite et vaniteux, il a été plusieurs fois humilié par Pardaillan. Il essaie depuis de se venger, au service de Guise ou de Fausta. Selon les sources de Zévaco, il ne s'appelait à l'origine que Jean Leclerc et a ajouté Bussy à son nom en référence à Bussy d'Amboise. Ce qu'écrivait déjà Alexandre Dumas dans les Quarante-Cinq. Toutefois par erreur, Michel Zévaco écrit que Bussy d'Amboise fut "misérablement assassiné par les mignons d'Henri III". 
- Huguette Landry, puis Huguette Pardaillan

Aubergiste des Pardaillan, elle éprouve un certain amour envers le chevalier, qu'elle n'ose lui déclarer. Mariée puis veuve de Landry Grégoire, elle finira par être récompensée de sa fidélité et de son dévouement envers Pardaillan.
- Jacques Clément

Fils d'une connaissance de Pardaillan, c'est ce dernier qui l'amènera fleurir la tombe de sa mère. Dévoué au chevalier depuis, il suivra ses ordres, quoi qu'il lui en coûte, et malgré son désir de faire payer Catherine de Medicis et ses fils. Obsédé par sa vengeance, il tuera Henri III de France avec la permission de Pardaillan.

## Parution
Les livres parus sont les suivants :
- Les Pardaillan[3] (1907 — Arthème Fayard, Le Livre populaire, #23)
- L’Épopée d’Amour (1907 — Arthème Fayard, Le Livre populaire, #24)
- La Fausta (1908 — Arthème Fayard, Le Livre populaire, #36)
- Fausta vaincue (1908 — Arthème Fayard, Le Livre populaire, #37)
- Pardaillan et Fausta (1913 — Arthème Fayard, Le Livre populaire, #102)
- Les Amours du Chico (1913 — Arthème Fayard, Le Livre populaire, #103)
- Le Fils de Pardaillan (1916 — Tallandier, Le Livre national, Les romans héroïques, #90 — et #90bis pour l'édition 1925)
- Le Trésor de Fausta[4]
- La Fin de Pardaillan (1926 — Tallandier, Le Livre national, #551)
- La Fin de Fausta (1926 — Tallandier, Le Livre national, #552)

Les deux derniers livres parurent de façon posthume.
Les deux premiers cycles parurent en roman-feuilleton dans La Petite République de Jean Jaurès dès 1902. Puis, Zévaco passant au Matin à partir de 1904, les deux cycles suivant y paraissent à partir de 1912.

## Approche de l'œuvre

### Opinions
Zévaco aime bien se moquer, par des formes de préjugés, de la littérature anglo-saxonne : 

« Il retira aussitôt sa chemise, détail que nous n’oserions pas donner si nous écrivions pour des Anglaises ; avec cette habileté et cette adresse que donne seule une longue habitude, il se mit à lacérer la pauvre chemise, qui en peu de minutes, fournit un lot de bandages excellents. »

#### Le pouvoir
Michel Zévaco écrit ce cycle au début du XXe siècle. Journaliste anarchiste, il prend parti la plupart du temps contre les "grands", qu'il accuse de comploter et d'exécuter leurs manœuvres sans se soucier du peuple qu'ils gouvernent. La loi est avec eux contre les pauvres, et Zévaco met plutôt en relief les qualités des truands, prostituées et autres mercenaires, qui malgré leur état peuvent montrer plus de qualités humaines que le roi ou la reine.
Dans la bouche des Pardaillan, Zévaco place ses opinions sur les gens de pouvoir :

« Je ne suis pas de ces barons qui font métier de voler des femmes ou des enfants; je ne suis pas de ces ducs qui, armés chevaliers pour protéger le faible et rudoyer le fort, ravalent leur chevalerie à trembler devant les princes, et cherchent ensuite à laver leur bassesse dans le sang de leurs victimes. Non monseigneur! Je n'ai point de bois dont je puisse transformer les arbres en potences, ni de villages où je puisse promener l'orgueil de mes injustices, ni de châteaux à oubliettes, ni de baillis louangeurs, ni de gardes au pont-levis qui franchit pourtant le remords par les nuits d'hiver, alors que les sifflements du vent ressemblent si bien à des gémissements ou à des cris de vengeance. En conséquence, je ne suis pas ce qu'on appelle un grand seigneur. »

C'est pour avoir tenu de tels propos auprès de Fausta que le chevalier errant, Jean de Pardaillan, entre en conflit avec la descendante des Borgia.

#### La justice et la police
Zévaco, par l'intermédiaire de l'Histoire, s'oppose violemment aux forces de l'ordre et à la justice, dont il a souvent subi les règles : 

« Les juges d’instructions et les gens de police, lorsqu’ils veulent arracher à leur prisonnier l’aveu qui l’enverra au bagne ou à l’échafaud, se livrent à une effroyable besogne qui est une honte pour l’esprit humain. Quels que soient les droits qu’une société a de se défendre, il est de ces sinistres moyens qui font, lorsqu’on y réfléchit, qu’on se prend à rougir d’appartenir à la même espèce animale que le juge d’instruction ou le policier. »

Toujours grâce à ses écrits, il agresse le système judiciaire, lui reprochant d'être inégal et injuste envers les pauvres. Le défi de Pardaillan à Guise rappelle les termes d'un article de Zévaco de 1890, défiant le Ministre de l'Intérieur Constans à un duel qui lui vaudra un séjour en prison.

L'auteur proclame haut et fort que la justice est inhumaine, et qu'elle ne sert qu'à fabriquer des coupables :

« Coupable ou innocent, le prévenu est soumis à une torture morale exactement comparable aux tortures physiques de l’Inquisition ; et cela est d’une vérité malheureusement incontestable, puisqu’on a vu des innocents avouer tout ce qu’on voulait, afin d’échapper à cette torture. »

Luttant contre la peine de mort, il compare souvent la guillotine à de la justice populaire :

« La maison brûla. Justice sommaire, qui avait parfaitement cours à une époque où l’idée de justice vagissait à peine. Aujourd’hui, il y a progrès ; elle en est déjà aux premiers bégaiements enfantins ; espérons que dans quelques milliers d’années, elle saura parler. »

### Historien
La vision de Zévaco des évènements qu'il décrit n'est nullement celle d'un historien. Le nombre de coups de théâtre, d'invraisemblances, et surtout le petit nombre de protagonistes sur lesquels porte entièrement le cours de l'Histoire est par trop improbable pour ne pas être volontairement exagéré.

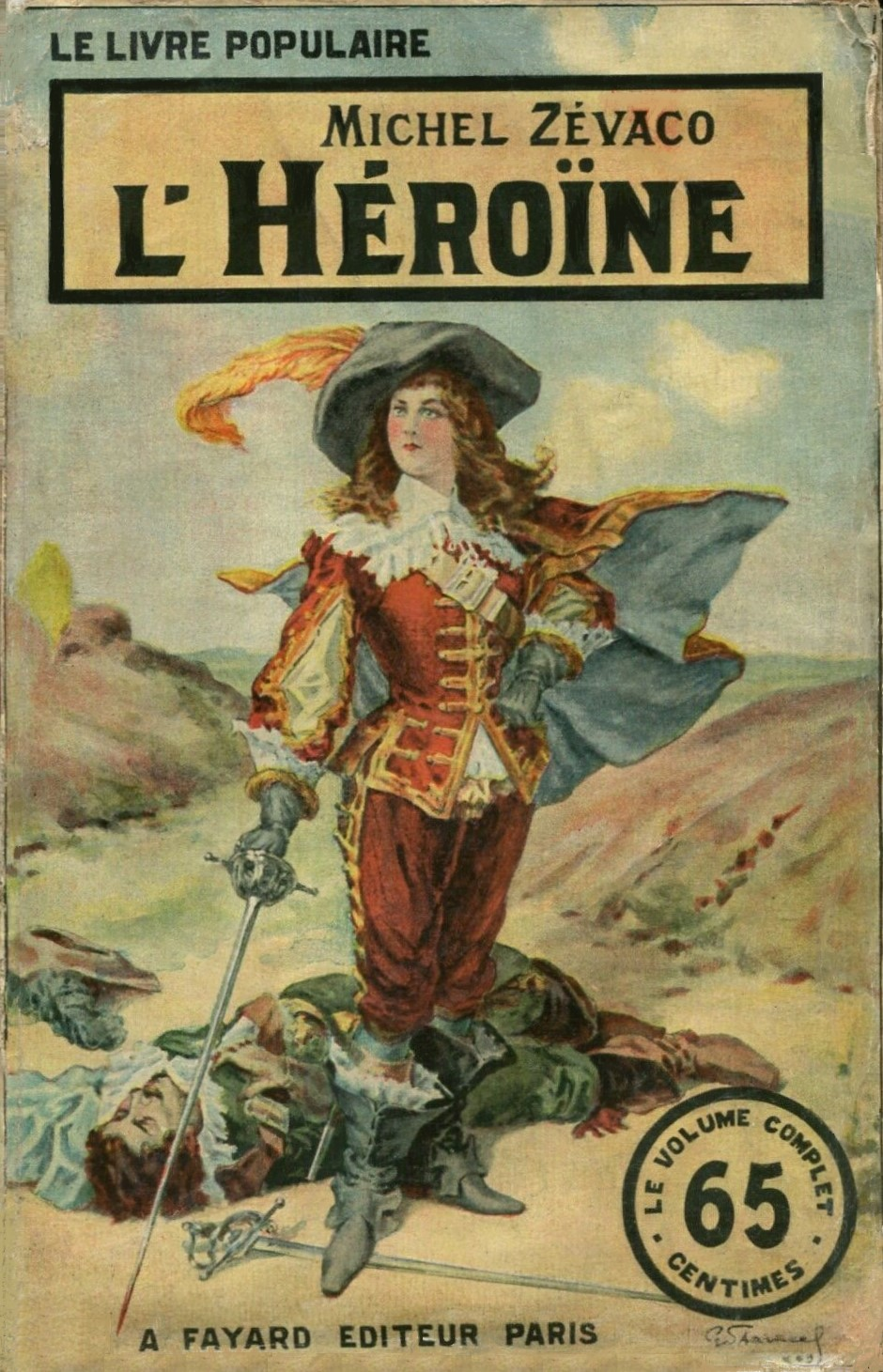
L'Héroïne. Couverture illustrée par Gino Starace pour l'édition de la Librairie Arthème Fayard, collection « Le Livre populaire », no 57, janvier 1910.

Mais l'auteur profite de cette improbabilité pour donner son avis sur certains personnages les plus connus, échappant ainsi aux accusations que les historiens pourraient proférer. Par exemple, le personnage de Catherine de Médicis est un des plus noirs de la littérature : elle n'hésite jamais, quel que soit l'opposant, à tuer les personnes faisant obstacle à ses projets. Henri IV n'est pas mieux traité : 

« Celui-ci, bien que plus jeune que son cousin, portait les signes d’une ruse fanfaronne qui déguisait sans doute des pensées d’égoïsme. C’était une figure plus rusée que fine. [...] Il était loin d’être antipathique, d’ailleurs ; c’était un de ces bons gros égoïstes à qui la foule pardonne bien des choses parce qu’ils savent rire ; au fond, le type du commis-voyageur, tel qu’on le représente dans les romans d'il y a trente ans, et aussi dans les chansonnettes Qu’il pleuve ou vente, toujours il chante... Il eut le bonheur inouï de rencontrer Sully. Réputation surfaite comme celle de François Ier. Il est d’ailleurs à remarquer que le peuple a conservé une sorte d’amitié pour les rois paillards. Il maudit encore Louis XI, parle de chevalerie quand il est question de François Ier, et sourit avec indulgence en parlant d’Henri IV. »

 La jeune protagoniste féminine d'un autre roman de cape et d'épée, L'Héroïne, Annaïs de Lespars, est sa fille biologique née d'un viol vers 1607, effectuée une nuit de luxure, avec la complicité du futur cardinal de Richelieu. En 1626, année du déroulement du roman, elle considère feu Ravaillac, comme le premier acteur de sa vengeance en attendant celle contre le cardinal qui fit assassiner sa mère pour la faire taire. 
Dans l'ensemble, Zévaco s'attachera à donner des qualités et des défauts très humains à ceux que l'Histoire a placés parfois comme au-dessus des passions terrestres. On peut ainsi le différencier de Alexandre Dumas qui utilise souvent le Destin pour guider les hommes, dans le pur style du romantisme. Ici, pas de Destin, chacun cherche à assouvir ses passions, ses ambitions, et c'est l'entrelacement de tous ces personnages qui construit la trame. On pourrait dire que pour Dumas, c'est l'Histoire qui fait les hommes, et que pour Zévaco, ce sont les hommes qui font l'Histoire.
Dès lors que le personnage historique est réduit à une passion, il devient personnage, c'est-à-dire type. Il y a double simplification : de la figure historique au personnage de roman, et du personnage de roman au type : l'Histoire est alors réduite à des passions élémentaires : haine, abnégation, sens de l'honneur. Ces passions sont moins des passions humaines que leur formulation extrême qu'en propose le mélodrame populaire. Dès lors, c'est le mélodrame qui code la réalité (et donc l'Histoire) selon ses règles propres, celle des instincts humains et de leur expression dans un univers de fiction adapté : coulisses, alcôves, ruelles obscures, portes dérobées... Une autre simplification se met en place : L'auteur fait appel à un nombre restreint de protagonistes, réels ou imaginaires. Peu d'intermédiaires entre les personnages : les rois, reines et brigands se rencontrent directement, on ourdit seul les crimes : non seulement les actions importantes paraissent n'être décidées que par un très petit nombre d'individus, mais ceux-ci le font en déléguant leur geste toujours aux même hommes de main.
Ces propriétés expliquent en partie la fréquence des coups de théâtre et rebondissements chez l'auteur. L'auteur pousse ses personnages au gré de coups de théâtres, de rencontres inattendues, et crée des liens entre tous ses personnages, à tel point que ceux-ci semblent enfermés dans un huis clos.

### Influences
Si l'on parle de romans de cape et d'épée, à l'époque de Zévaco comme à la nôtre, on pense automatiquement à Alexandre Dumas, ou à Edmond Rostand dont le Cyrano de Bergerac est paru peu de temps auparavant. D'ailleurs, Paul Féval fils est à ce moment toujours en train de compléter les aventures de Lagardère, et d'épuiser le genre.
Mais s'il s'inspire de Dumas, Zévaco ne se confond cependant nullement avec lui. Ses œuvres sont en particulier affectées par l'évolution de la littérature populaire. La mode n'est plus à l'époque au récit de cape et d'épée, mais au roman de la victime, dont Xavier de Montépin est l'un des auteurs les plus fameux. Les romans de la victime sont structurés autour d'un protagoniste, généralement féminin, broyé par une série de malheurs, généralement voulus par un adversaire farouche (ancien soupirant, femme jalouse) qui s'ingénie à le perdre au long d'un grand nombre d'épisodes, jusqu'au triomphe final de la justice — et de l'amour. Le récit met l'accent sur les passions élémentaires - désir et haine en particulier — qui se déchainent au fil d'une interminable série de feuilletons. Cette trame est assez proche de celles de Zévaco. Chaque intrigue repose en partie sur les souffrances d'une victime du désir ou de la haine d'un être plus puissant : Léonore et Violetta (Fausta), Jeanne et Loïse (Henri de Montmorency)... Presque à chaque fois, une femme est trompée, bafouée, et sa fille est menacée. Mais ici, la litanie des larmes est brutalement interrompue par l'arrivée du héros romanesque, qui vient opposer son panache aux passions malsaines de ceux qui menacent sa protégée. Zévaco mélange ainsi allègrement les deux genres, leur donnant un tour nouveau.

#### Le romanesque
Le héros romanesque est toujours accompagné d'un compagnon plus âgé et plus sage, qui va l'aider à accomplir ses exploits et à triompher de l'adversité. Dans le premier cycle, Jean de Pardaillan est le personnage romanesque, et Honoré son père, son compagnon. Puis Jean de Pardaillan prendra définitivement la place du compagnon et sage, tandis que les personnages romanesques changeront à chaque cycle. C'est une forme d'ironie que met en place Zévaco : un personnage romanesque, romantique, qui passe rapidement de la colère aux larmes, n'est pas capable seul de triompher. Il lui faut un homme de main dévoué (Planchet) ou un compagnon expérimenté (Athos, Lampourde du Capitaine Fracasse) qui fera les basses besognes et qui le protégera pendant ses pérégrinations.
Chez Zévaco, le personnage romanesque est quasiment un incapable (excepté dans le premier cycle), qui ne comprend rarement ce qui lui arrive, et qui fait entièrement confiance à son ami Pardaillan. Sa seule qualité apparente est qu'il sait se battre. Au fil des livres, l'intrigue romanesque est repoussée, et effacée derrière le conflit Pardaillan-Fausta. De plus, l'auteur met en place des intrigues amoureuses parallèles, la plupart du temps apparemment risibles, mais en fin de compte plus « vraies » que l'intrigue amoureuse principale. Aux côtés du duo « gentilhomme / jeune fille pauvre », on trouve alors des duos « saltimbanque / nonne », ou « nain / dame aubergiste ». Au lieu de tomber fous amoureux dès le premier regard, ces derniers auront fort à faire pour se séduire et s'aimer. On doit aussi relever que certains personnages romanesques du cycle tels que Violetta  (Fausta, Fausta vaincue, La fin de Fausta) et sa fille Giselle d'Angoulême (La fin de Fausta) avaient été créés en 1906 dans le Capitan, oeuvre dont l'intrigue se déroule vers 1616, peu après la fin chronologique du cycle. De même en est-il du duc Charles d'Angoulême, personnage historique largement romancé en sa qualité d'époux de la première et de père de la seconde (La Fausta, Fausta vaincue, La fin de Pardaillan, La fin de Fausta).

## Hommage
Jean-Paul Sartre, au XXe siècle, rend hommage à Pardaillan :
« Surtout, je lisais tous les jours dans Le Matin, le feuilleton de Michel Zévaco : cet auteur de génie, sous l’influence de Hugo, avait inventé le roman de cape et d’épée républicain. Ses héros représentaient le peuple ; ils faisaient et défaisaient les empires, prédisaient dès le XIVe siècle la Révolution française, protégeaient par bonté d’âme des rois enfants ou des rois fous contre leurs ministres, souffletaient les rois méchants. Le plus grand de tous, Pardaillan, c’était mon maître : cent fois, pour l'imiter, superbement campé sur mes jambes de coq, j’ai giflé Henri III et Louis XIII. »
Ahmet Altan, écrivain turc, déclare : « Il existe deux sortes d’hommes : ceux qui ont lu Les Pardaillan et ceux qui ne l’ont pas lu. Chaque Pardaillaniste souffre de ne pas être un Pardaillan. Et il erre souvent, avec son chapeau à plume imaginaire, parmi les rayonnages d’un bouquiniste. Il est facile de le reconnaître au sourire mélancolique qui flotte sur ses lèvres et à son chapeau imaginaire. »

## Adaptations
- Au cinéma, deux films ont été réalisés par Bernard Borderie, avec Gérard Barray :
  - Le Chevalier de Pardaillan, 1962 (d'après La Fausta) ;
  - Hardi ! Pardaillan, 1963 (d'après Fausta vaincue).

- À la télévision, un feuilleton et un téléfilm ont été réalisés :
  - Le Chevalier de Pardaillan, 1988, de Josée Dayan, avec Patrick Bouchitey et Philippe Clay (feuilleton en 15 épisodes d'après les romans Les Pardaillan, L'Épopée d'amour, La Fausta et Fausta vaincue) ;
  - Pardaillan, 1997, d'Edouard Niermans, avec Guillaume Canet et Jean-Luc Bideau.